# 龙滩子街道
龙滩子街道，是中华人民共和国重庆市大足区下辖的一个乡镇级行政单位。

## 行政区划
龙滩子街道下辖以下地区：
龙滩园社区、双龙东路社区、连二坡社区、龙星社区和太平社区。